# Place du Marché-aux-Grains
La place du Marché-aux-Grains est localisée dans le coin nord du centre historique de la ville de  Bouxwiller qui est une commune française, située dans le département du Bas-Rhin et la région Alsace.

## Historique et présentation
Entre 1871 et 1918, pendant l'annexion de l'Alsace au deuxième Reich allemand, cette place avait pour dénomination Kornplatz (place du grain). Après le retour de la province à la France, la place prit pour un temps le nom de place Clemenceau. Cependant, pour renouer avec le passé, la municipalité s'est décidée en faveur de la dénomination actuelle de place du Marché-aux-Grains. Ce nom rappelle ainsi l'ancienne vocation du lieu, à savoir la vente des céréales. L'activité commerciale à Bouxwiller remonte au moins au XIVe siècle quand le bourg fut élevé au rang de ville avec droit de tenir marché et d'édifier une enceinte. Sur la place même, le témoin de cette activité commerciale est le monument historique connu sous le nom de Kaufhaus. Ce bâtiment fut construit en 1636 pour abriter à l'étage les stocks de grains et au rez-de-chaussée une bascule. La place tout en accueillant les marchands pour leurs transactions leur offrait aussi le gîte et le couvert. Plusieurs auberges entouraient le lieu comme la maison zum Engel (à l'Ange), propriété du sieur Philipp Jacob Kocher au XVIIIe siècle. Mais l'on connaît aussi les auberges Zum Rappen (au Cheval noir), zur Stadt Hanau (la Ville de Hanau) et zum Schwanen (au Cygne).

## Galerie de photographies

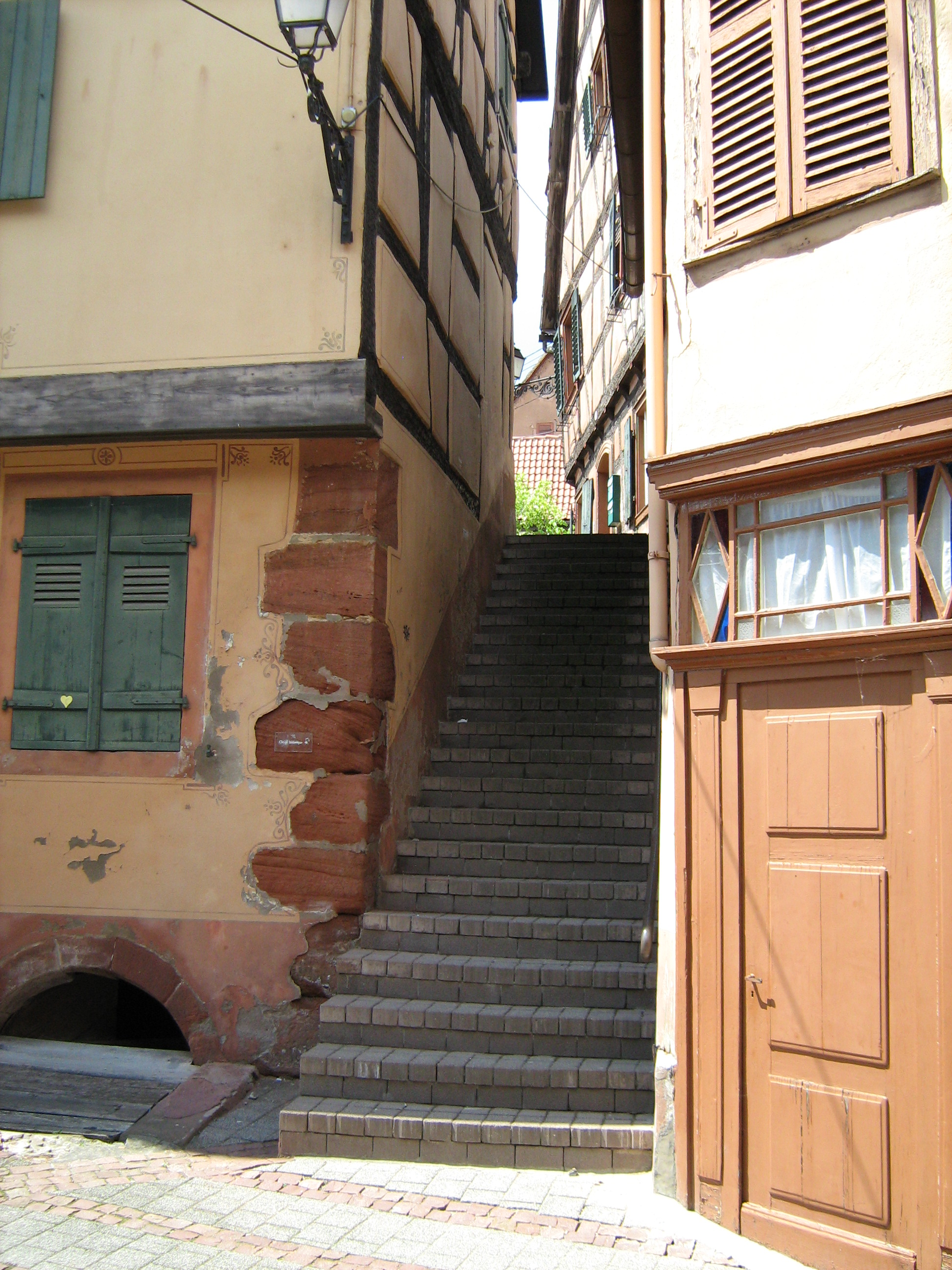
Petit escalier menant à la place par la rue de Seigneurs
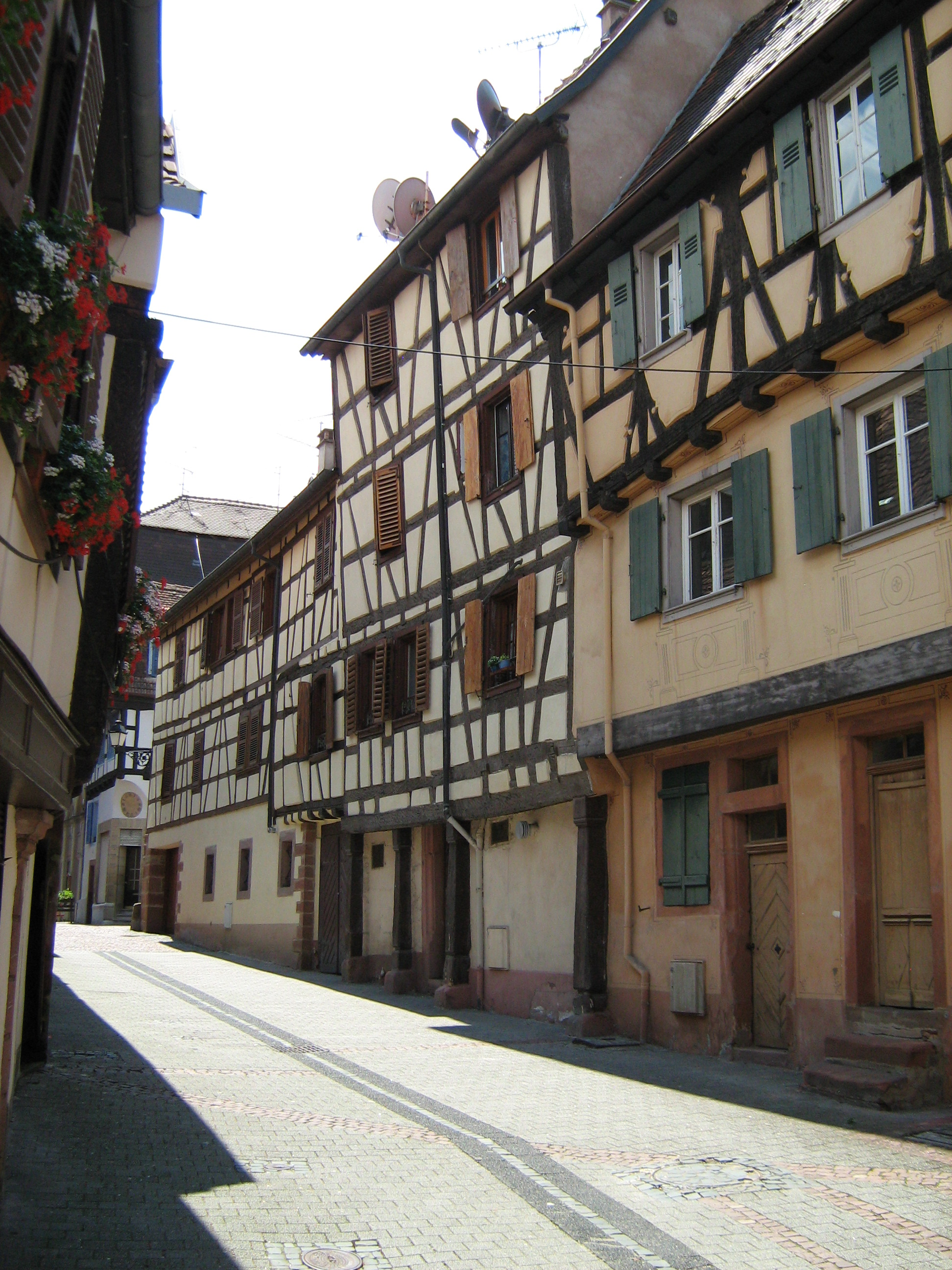
Façades arrières de trois maisons de la place par la rue des seigneurs
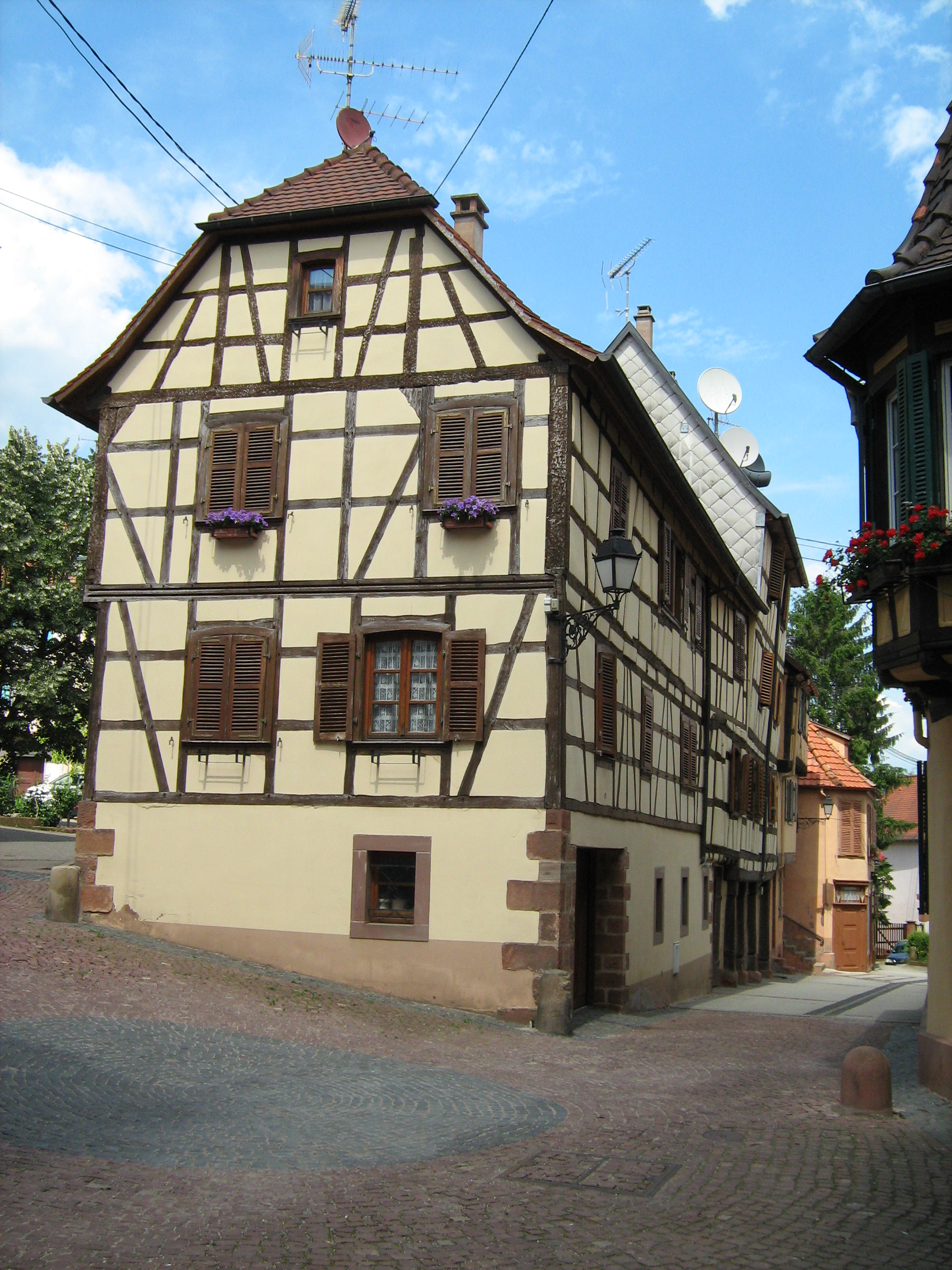
Façade du Kaufhaus à l'entrée de la place par la rue des Seigneurs
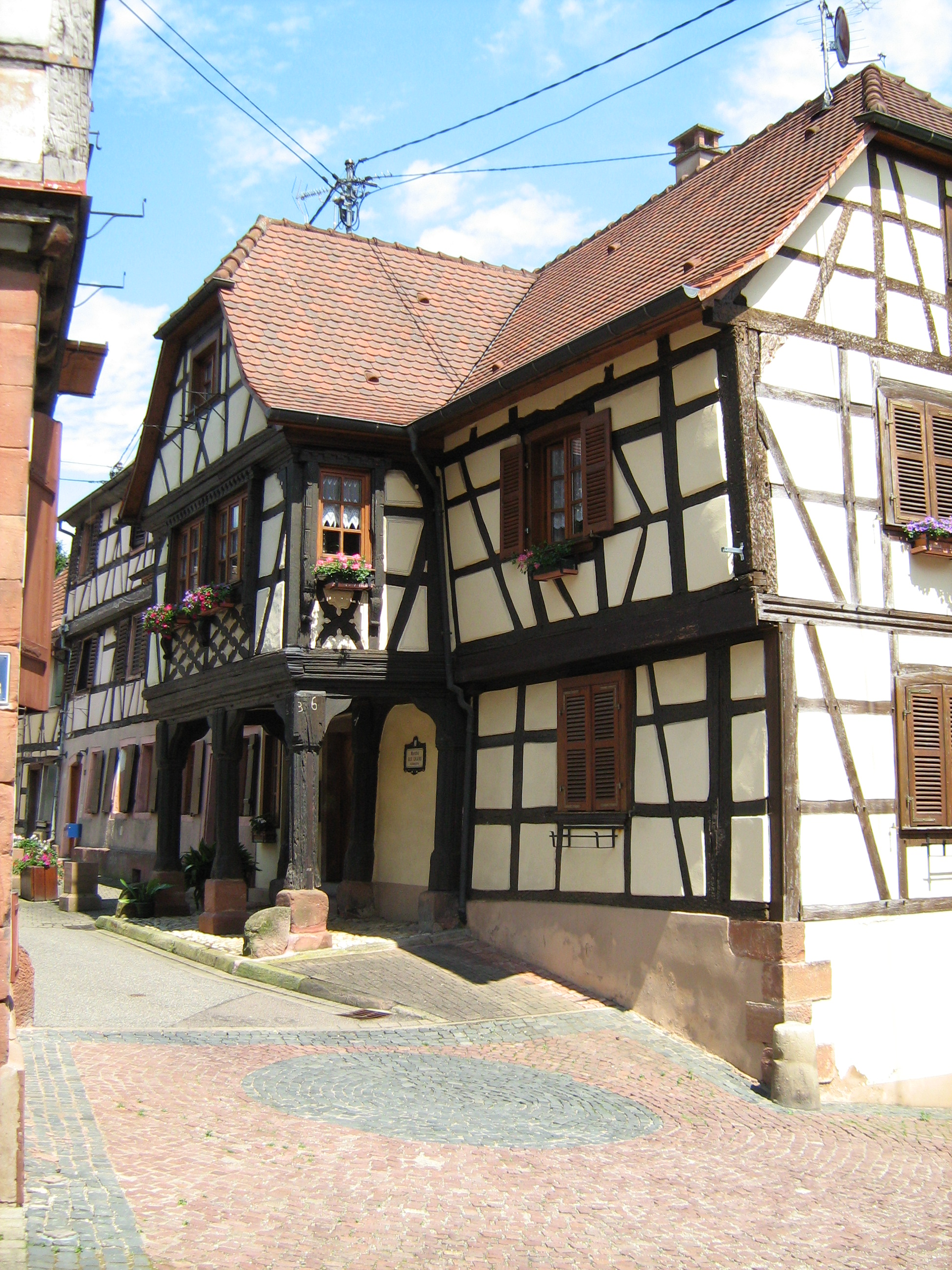
Entrée de la place
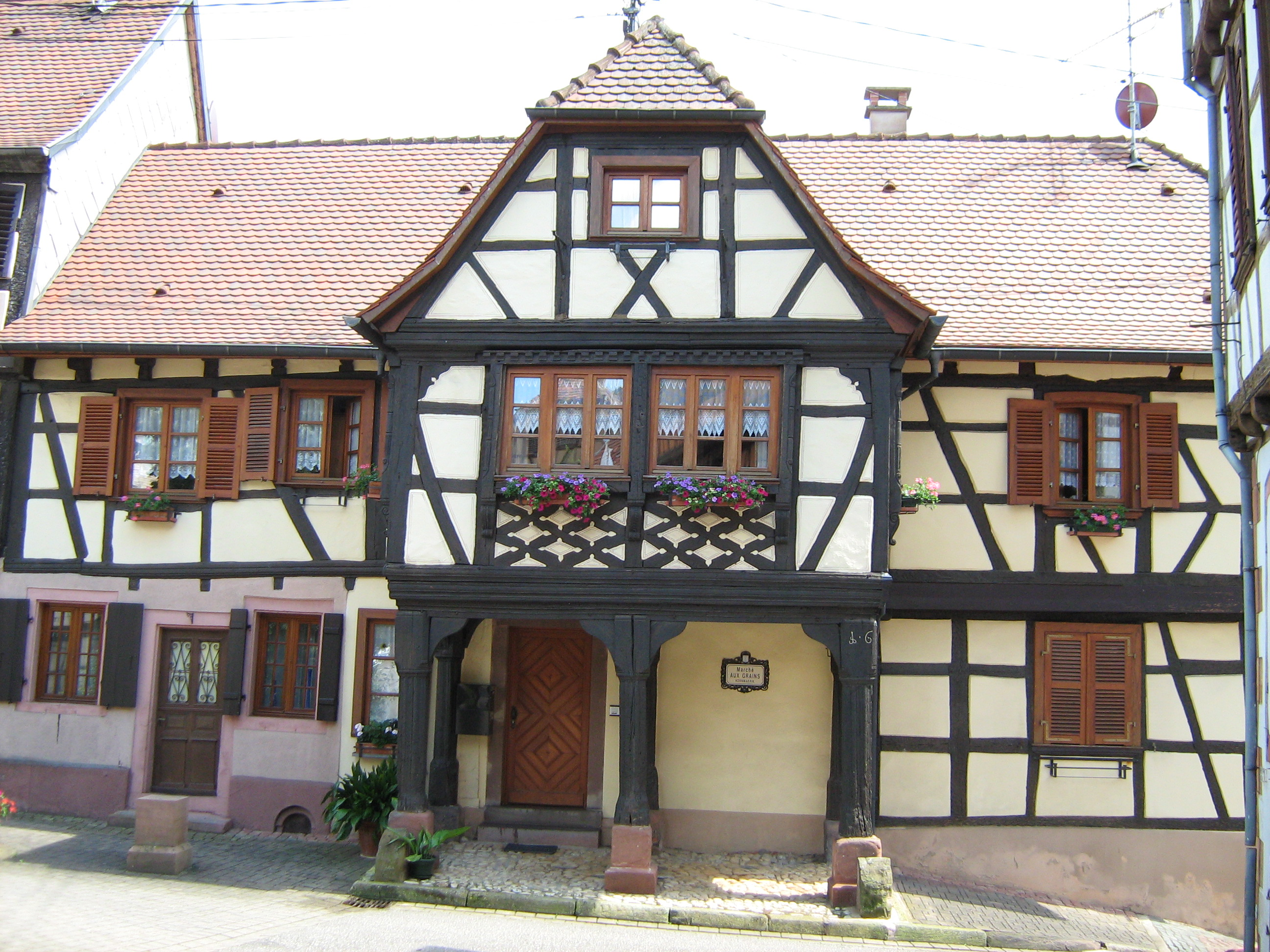
La Kaufhaus et son pignon sur pilotis.
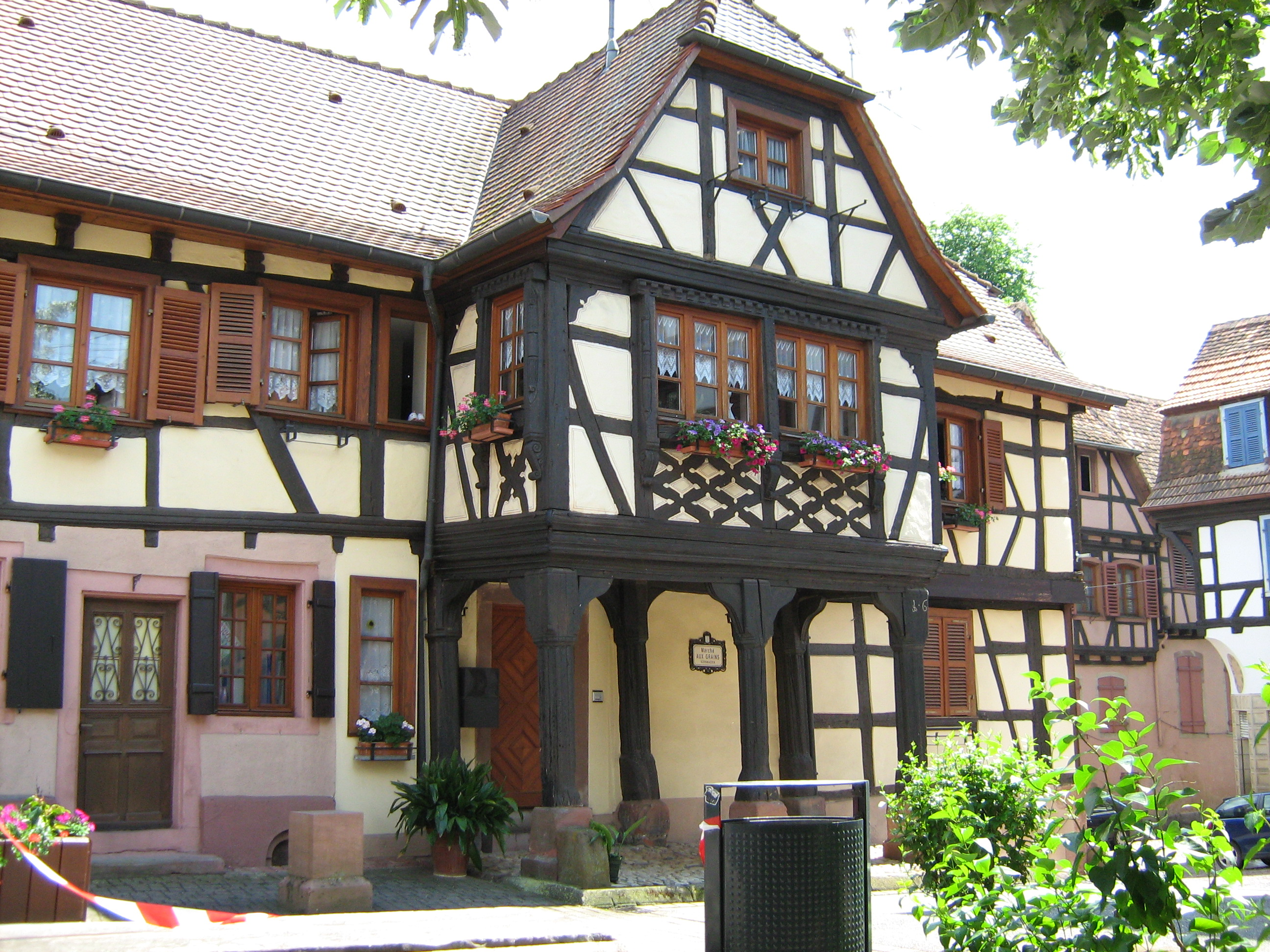
Le Kaufhaus (n°26 place du Marché aux Grains).
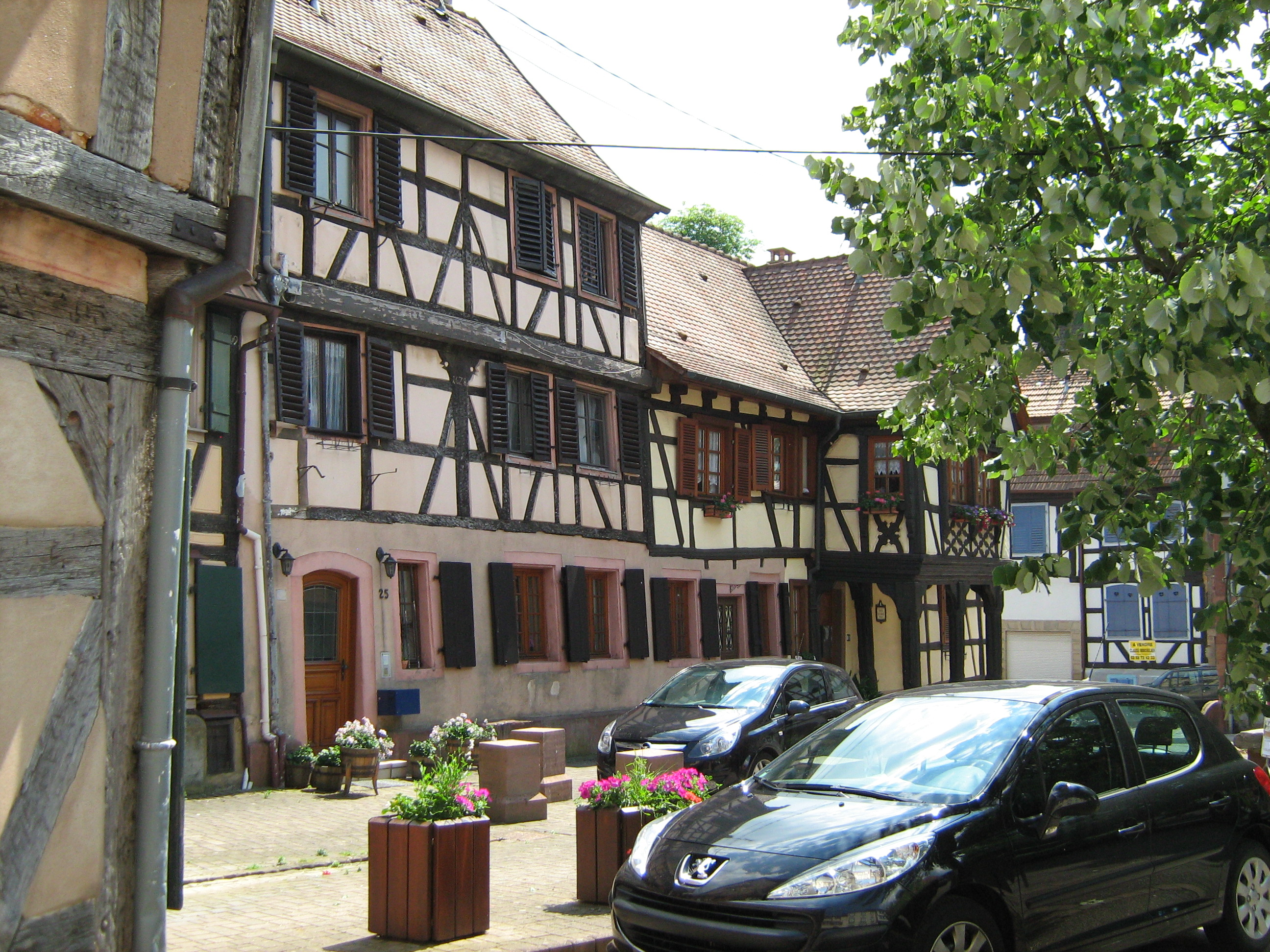
vue sur la maison du n°25 (centre) et du n°26 au (fond).
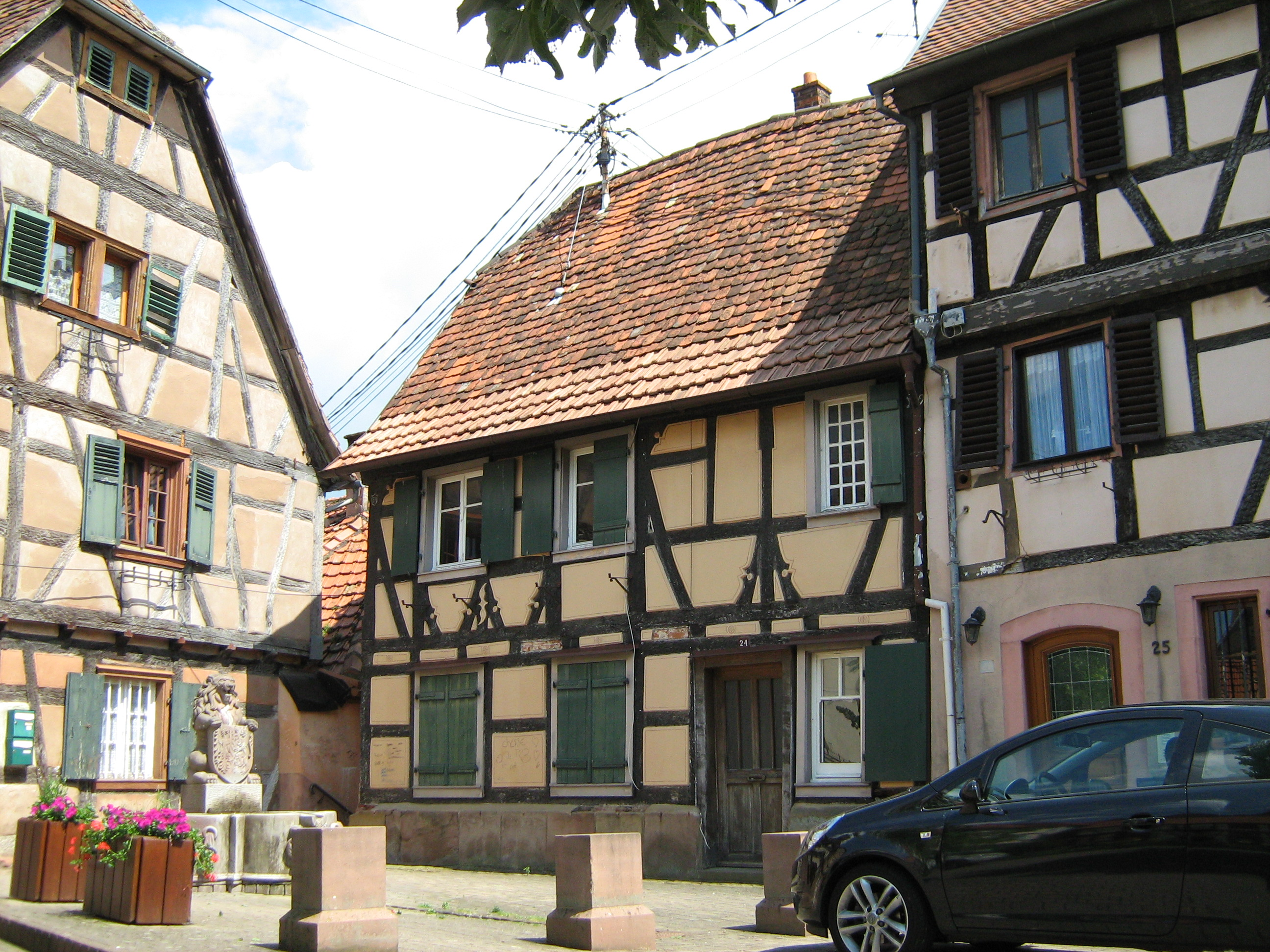
vue sur les maisons des n°23, n°24 et n°25.
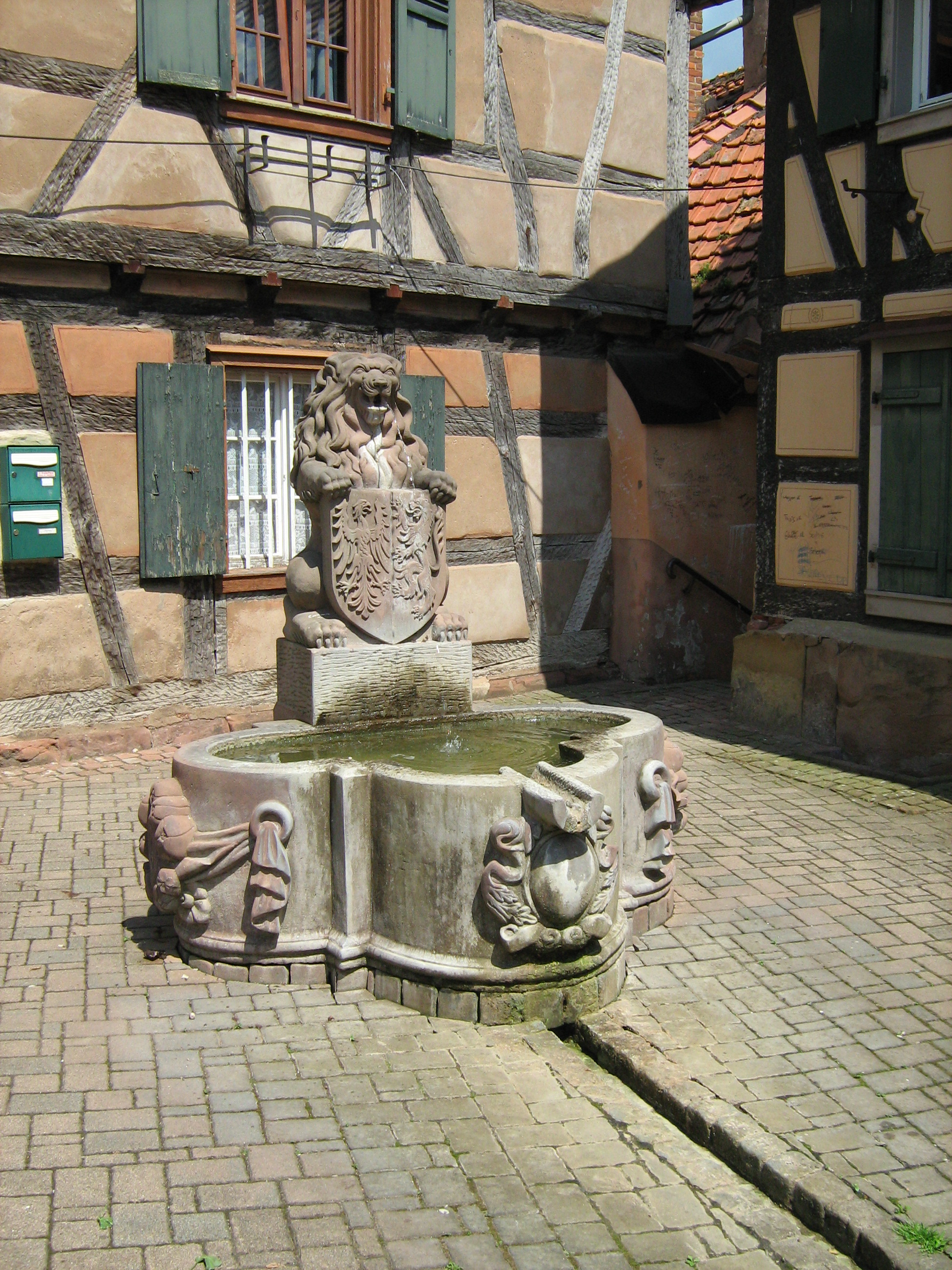
La fontaine au lion aux armoiries de Bouxwiller.
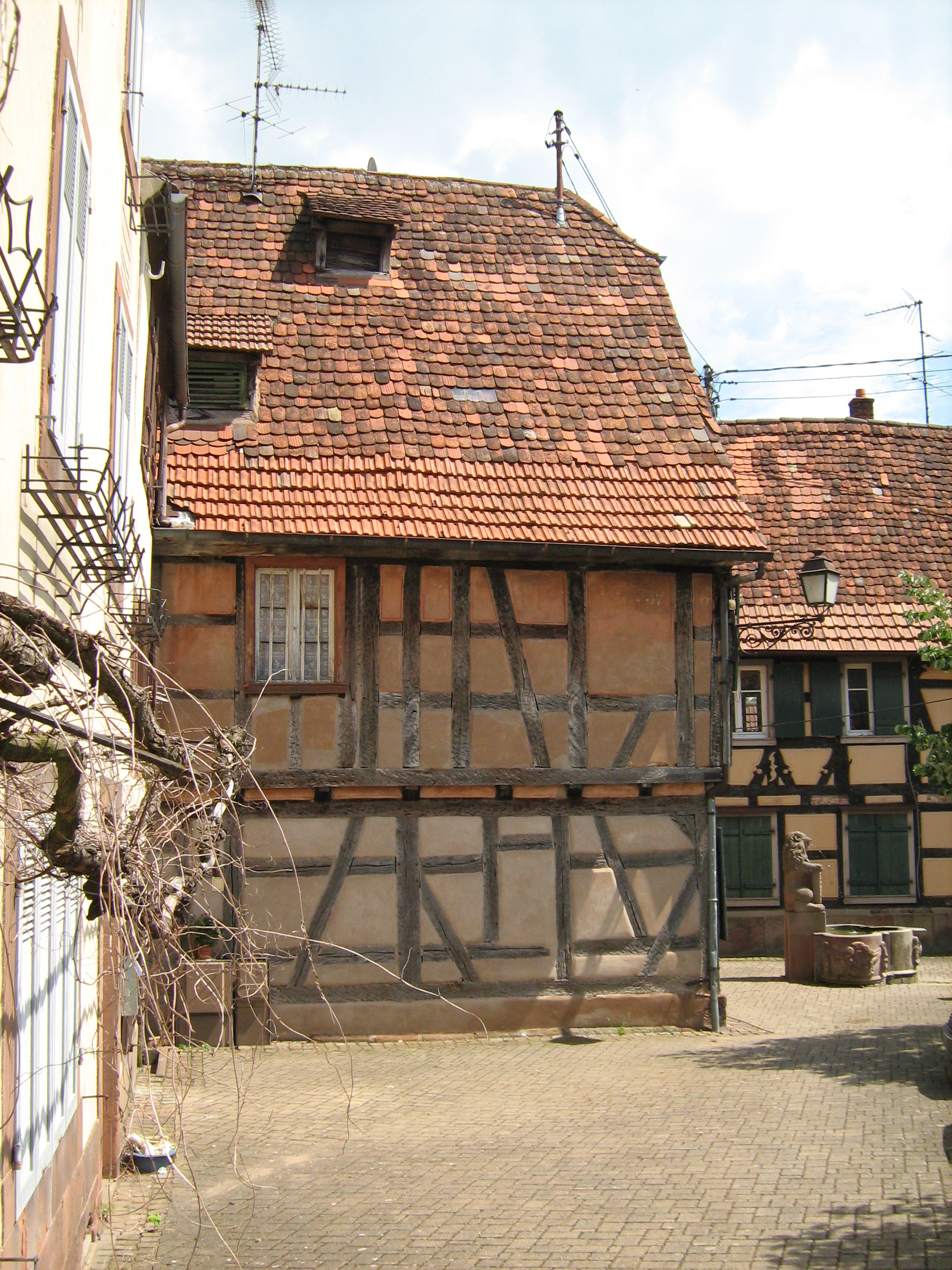
Façade de la maison du n°23.
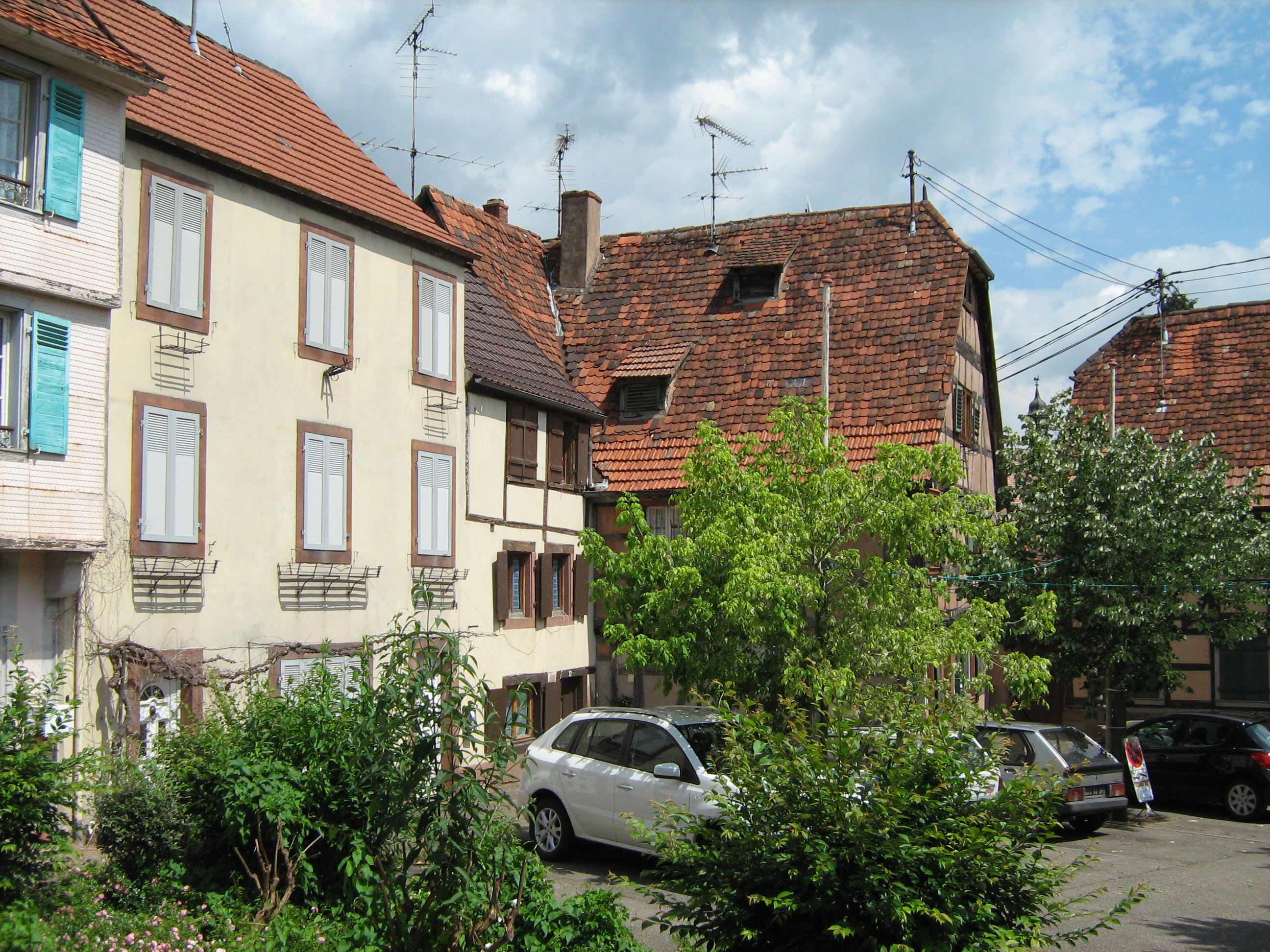
Maisons de la place (les n°20 à 23)
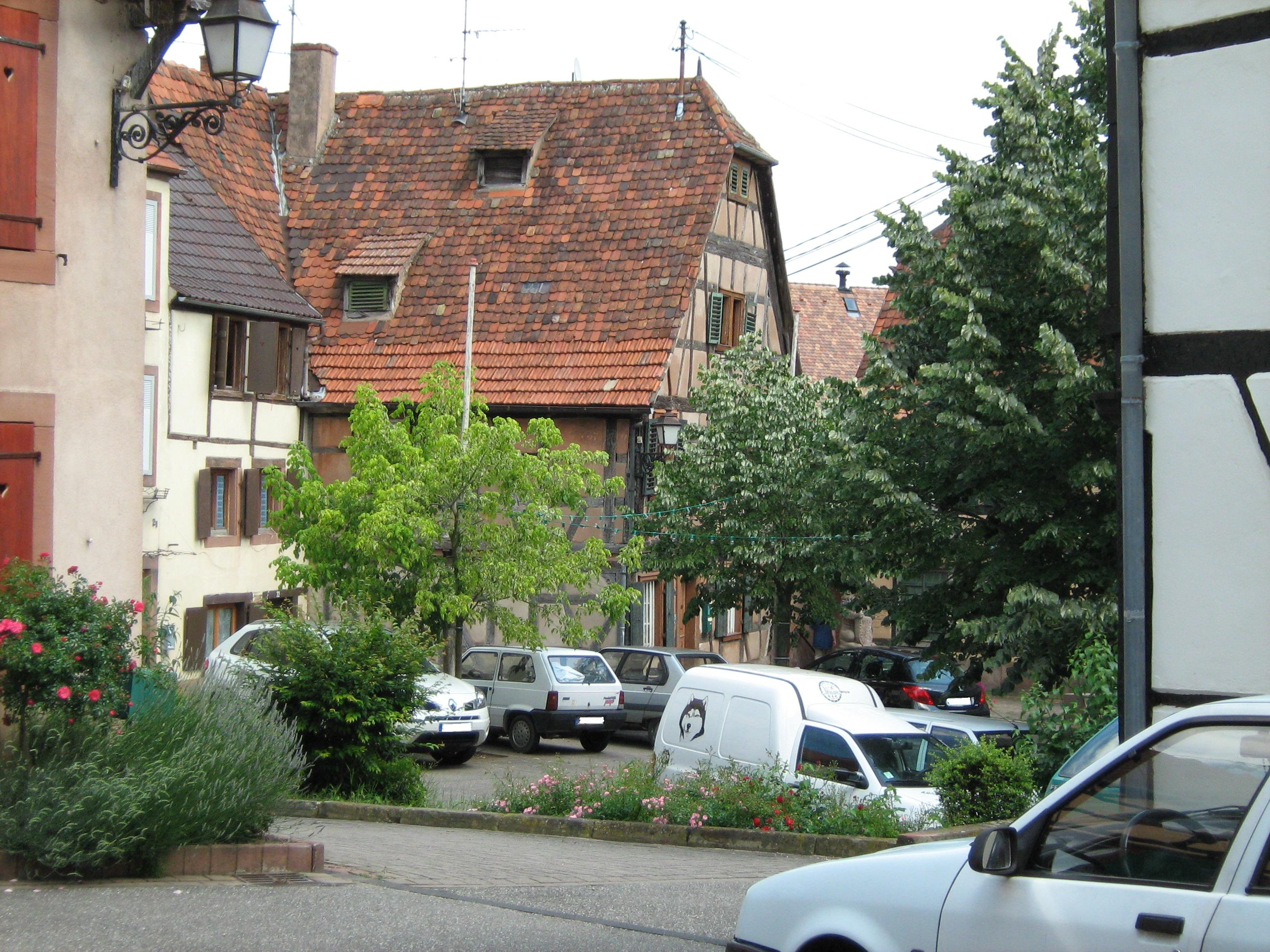
Entrée de la place par la rue des Roses
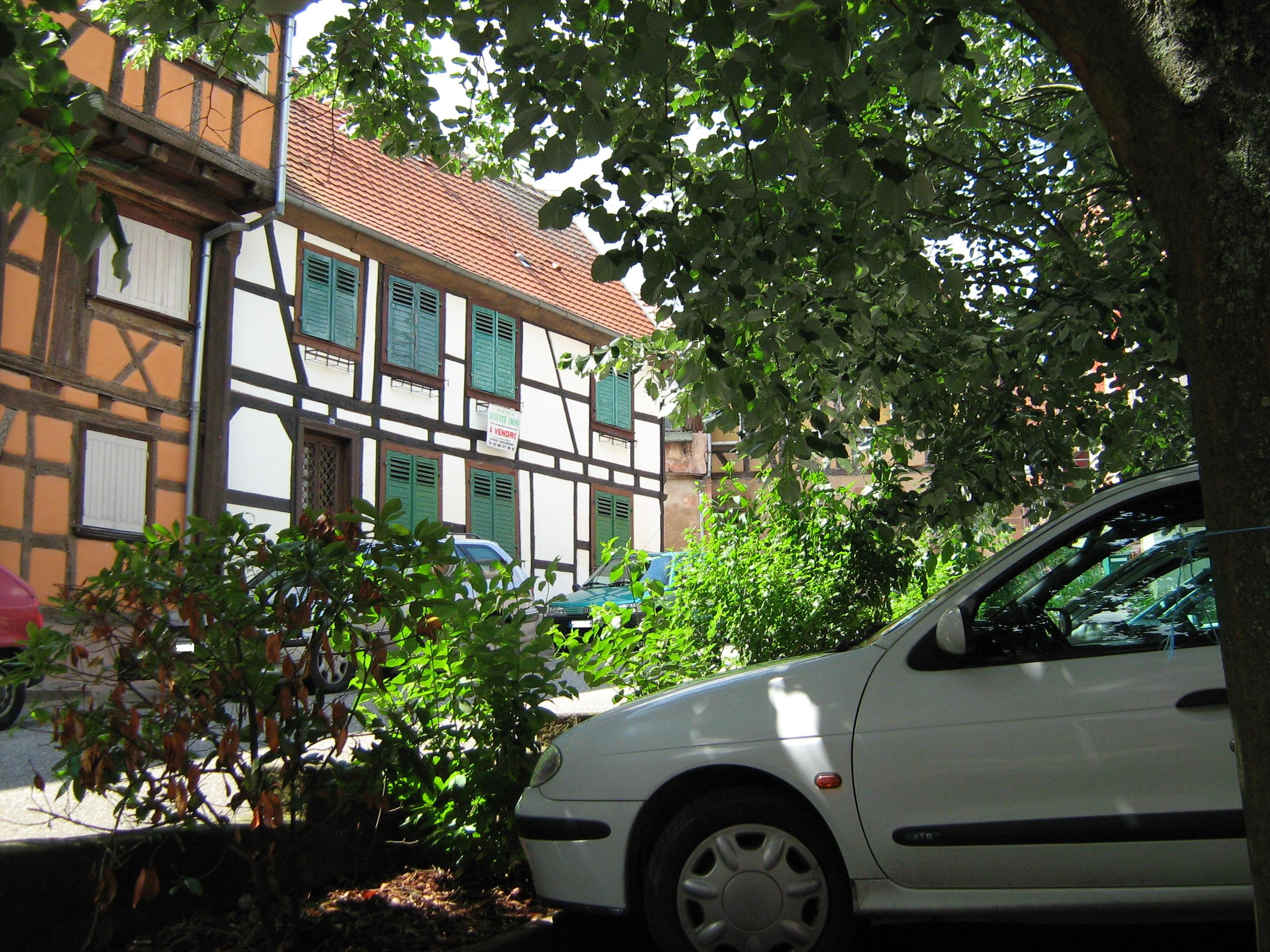
Stationnement sous l'ombre des arbres
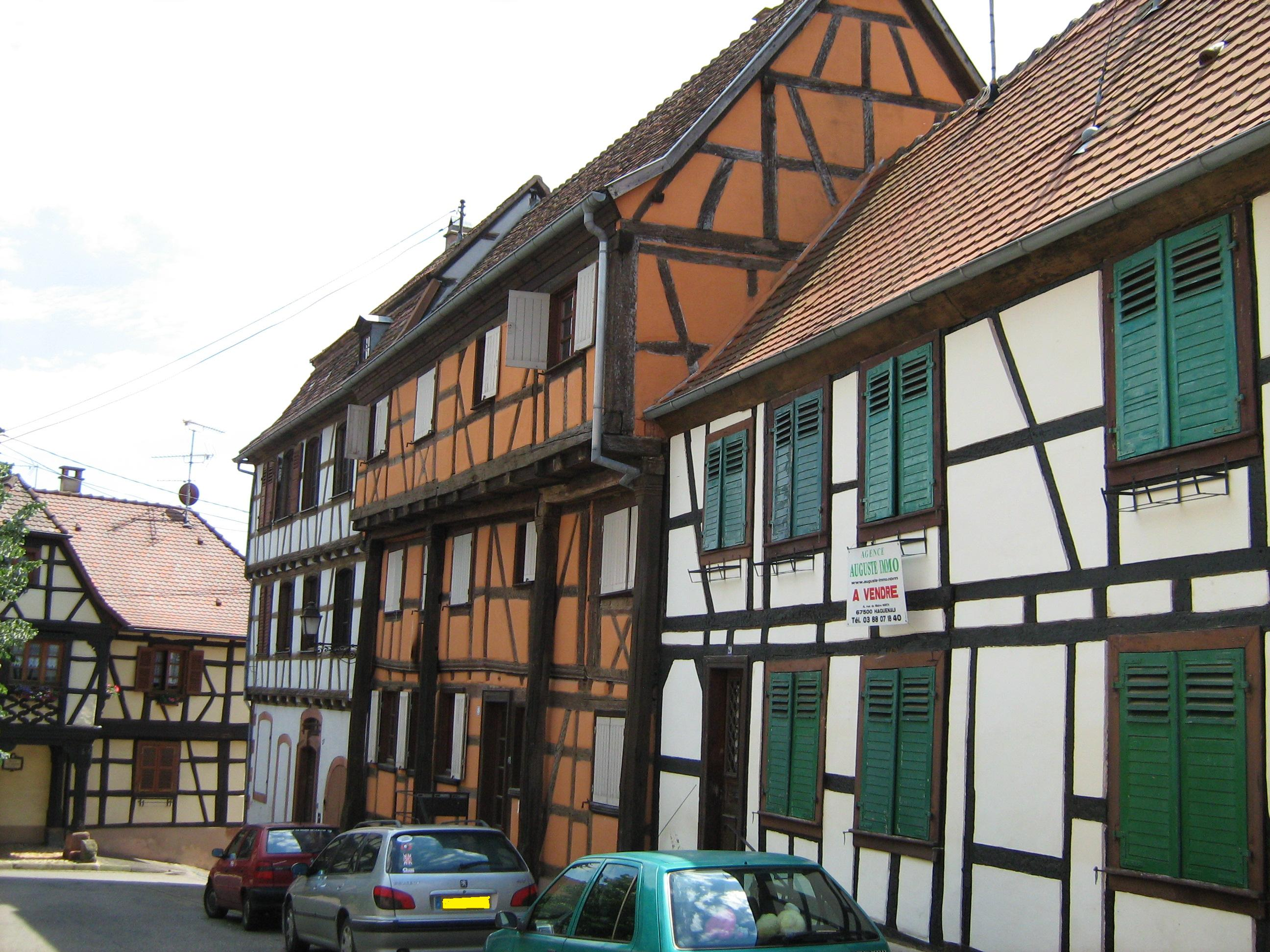
Au centre l'auberge Zum Engel
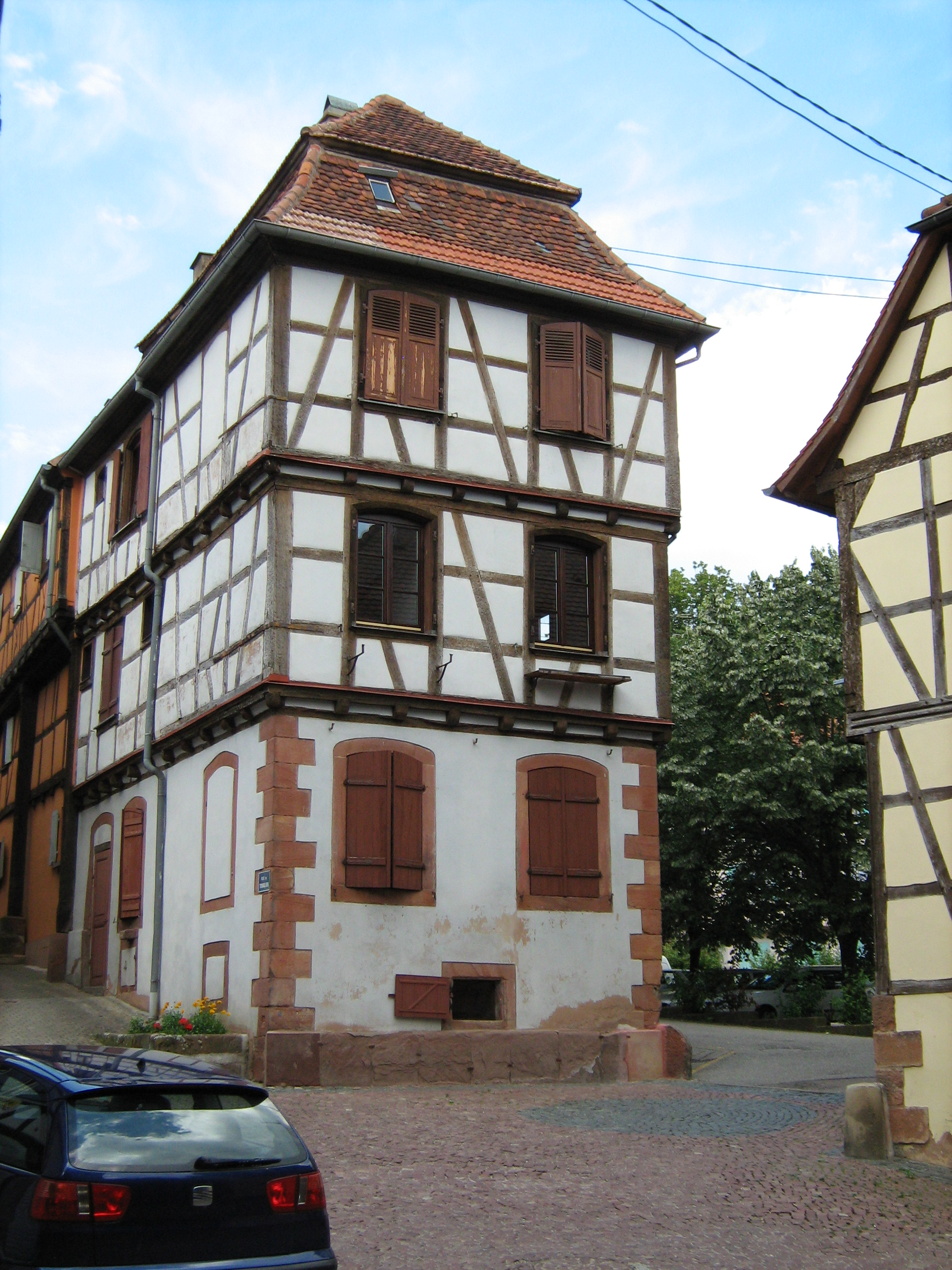
La maison du n°27 de la place